# Nuit de Chine (film)
Pour les articles homonymes, voir Nuit de Chine.
Pour plus de détails, voir Fiche technique et Distribution.
Nuit de Chine est un court métrage français réalisé par Catherine Corsini, sorti en 1986.

## Synopsis
Le court métrage raconte l'histoire d'une nuit (écrite par l'encre de chine) avec des personnages qui s'entrecroisent.

## Fiche technique
- Titre : Nuit de Chine
- Titre anglais : Night from China
- Réalisation : Catherine Corsini
- Scénario et dialogues : Catherine Corsini
- Photographie : Denis Gheerbrant
- Décors/machinerie : Florence Bès, Jean-Yves Bouchicot
- Musique : Eric Naudet
- Montage : Maureen Mazurek
- Production : Médium 5 Productions
- Pays d'origine :  France
- Format : Couleurs - 1,37:1 - Dolby - 16 mm
- Genre : comédie dramatique, court métrage
- Durée : 11 minutes
- Date de sortie : 1986

## Distribution
- Nelly Borgeaud
- Catherine Corringer
- André Marcon
- Dominique Reymond
- Pierre Vial